# Теракт в Будённовске
Террористи́ческий акт в Будённовске — массовый захват заложников террористами под руководством Шамиля Басаева в июне 1995 года.
Группа террористов численностью 195 человек приехала в Будённовск с территории Дагестана утром 14 июня. Террористы захватили в заложники более 1200 жителей Будённовска, которых согнали в районную больницу № 2. Террористы требовали прекратить военные действия в Чечне и вступить в переговоры с президентом ЧРИ Джохаром Дудаевым.
Премьер-министр Виктор Черномырдин согласился на прекращение боевых действий в Чечне и решение вопросов о статусе Чечни только путём переговоров. Террористы выехали в горную часть Чечни колонной автобусов. Их сопровождали около 100 заложников, которых отпустили после въезда в Чечню.
В результате теракта погибли 129 человек (в том числе 18 работников милиции и 17 военнослужащих), 415 были ранены. Из них не менее 30 человек погибли в результате штурма и 70 были ранены. В результате переговоров и заключения мирного соглашения спасены более 1500 заложников. Теракт считается одним из крупнейших в России наряду со взрывами жилых домов, захватом заложников в театральном центре на Дубровке и бесланской школе, а также нападением на «Крокус Сити Холл».

## Ход событий

### Предпосылки и планирование
К лету 1995 года федеральные силы овладели Грозным и пытались взять под свой контроль горную часть Чечни. Чеченцам грозило полное военное поражение. В связи с этим на совещании, в котором принимали участие Джохар Дудаев, Аслан Масхадов и Шамиль Басаев, было принято решение о «прорыве».
Считается, что изначальной целью был аэропорт Минеральные Воды, откуда Басаев уже угонял самолёт в Турцию в 1991 году. В Минеральных Водах планировалось захватить самолёт и либо вернуться на дружественную территорию, либо, по другой версии, «лететь в Москву».
По словам Сергея Степашина (тогда — директор ФСБ) и Анатолия Куликова (тогда — командующий Внутренними войсками МВД), сообщения о готовящемся «прорыве» у спецслужб были, но без указания конкретного сценария, и на фоне множества других сообщений о готовящихся терактах на них не обратили достаточного внимания. Кроме того, федеральных сил было недостаточно для блокирования всего периметра Чечни.

### Изначальные планы и перемещение колонны
В 8:30 14 июня 1995 года более 160 боевиков на трёх угнанных военных грузовиках КамАЗ и перекрашенном в милицейскую ливрею ВАЗ-2106 выехали через Дагестан в Ставропольский край.
Переодетые милиционерами боевики в сопровождающей грузовики милицейской машине на блокпостах утверждали, что везут из Чечни «Груз 200» (тела погибших военнослужащих) и убеждали пропустить их без проверки. Возможно, в ход шли также и взятки. Но начальник будённовского ОВД Николай Ляшенко после доклада о подозрительной колонне приказал остановить её и направить в Будённовск для проверки, что и было сделано. Это и привело к тому, что теракт произошёл в Будённовске, а не в Минеральных Водах.

### Бой у РОВД
В Будённовске на улице Ставропольской последний автомобиль КамАЗ остановился на перекрёстке с улицей Интернациональной, не доезжая до здания милиции. Выскочившие из него боевики расстреляли двух работников ГАИ, находившихся в замыкающем автомобиле, после чего двинулись в направлении Будённовского РОВД.
Тем временем на двух других КамАЗах и машине ВАЗ-2106 боевики подъехали к РОВД и открыли огонь из автоматов и гранатомётов. Несмотря на гибель нескольких милиционеров и мирных жителей, полностью захватить здание РОВД боевикам так и не удалось.
Бой в здании РОВД и на прилегающих улицах продолжался в течение 20 минут. Уходя, боевики захватили в заложники работников паспортно-визовой службы, буфета, посетителей райотдела.
10:10. По тревоге рупора воинской части, где в 0,5 км было расположено здание ОВД, находилась казарма внутренних войск МВД, в здании к тому моменту начался пожар. Было брошено 3 бутылки с зажигательной смесью. Пожар охватил кровлю и фронтон, пламя повалило из окон и щелей. Внутри картина напоминала ужас: трупы с гильзами, обширные огнестрельные ранения, рваные и колото - резаные раны. Первый этаж, второй этаж, мансарда были залиты кровью.
10:30. Отряд внутренних войск тут же заподозрил неладное и стал собираться. Также на выручку подоспели отряды спецназа ОМОН, три батальона центра МЧС "Лидер", 4 батальона ФСБ и 2000 человек армейского корпуса.
Подвиг офицера 1-го отряда Главного управления МВД по Ставропольскому краю Сергея Александровича Латышова (15.07.1972 - 15.06.1995) не был забыт. Именно он, первым узнав о ЧП от коменданта осаждённого здания, вбежал внутрь, где ещё оставались 7 человек. Лично Сергей, старший лейтенант, вывел из горящего здания двух людей - девушку вахтера, мальчика 9 лет. Настигший его боевик, расстрелял в упор офицера. Врачи боролись за жизнь Сергея, он прожил ещё сутки, и умер на 2-й день от полученных ранений в реанимации.

### Захват заложников в городе
После входа в город, боевики группами рассредоточились по улицам, и двинулись к площади перед зданием городской администрации, на пересечении улиц Пушкинская и Октябрьская. Боевики вели беспорядочную стрельбу; они начали захватывать заложников в окружающих зданиях и на улицах и сгонять их на площадь. Для передвижения они использовали захваченные на улицах автомобили. Пытавшихся оказать сопротивление убивали; среди них погибло ещё двое милиционеров. В центре площади поставили бензовоз, который угрожали взорвать в случае попытки освобождения.
Всего на улицах и в зданиях террористы захватили около 600 заложников.
Вскоре боевики захватили Будённовскую центральную районную больницу. Там были взяты в заложники около 650 пациентов и 450 сотрудников. Всех захваченных в городе заложников прогнали колонной под конвоем с площади к больнице.
Всего во время захвата заложников на улицах и по пути в больницу бандиты убили более 100 человек[уточнить].

### Осада больницы
Штаб Басаева расположился в ординаторской больницы.
Заложников было так много, что они с трудом помещались в здании. В первый же день боевики расстреляли перед зданием главного корпуса больницы 6 мужчин, захваченных в форме (милиционеров и военнослужащих — в Будённовске был расположен вертолётный полк); предполагалось, что расстрелянные мужчины являлись российскими военными лётчиками, особую неприязнь к которым испытывали как рядовые боевики, так и лично Басаев. Некоторых военных успели спасти врачи, переодев в больничные халаты и пижамы. Террористы также заминировали подвалы и расположенную вблизи главного корпуса больницы кислородную станцию с наполненными кислородными баллонами. Террористы требовали от заложников звонить родственникам и передать, чтобы те требовали от властей остановить войну в Чечне.
В город начали стягивать военных. Уже 14 июня прибыла группа «Альфа». Изначально ожидалось, что боевики попробуют прорваться из больницы, и оцепление готовилось к оборонительному бою. В ночь на 15 июня в Будённовск прилетели директор ФСБ Сергей Степашин, министр внутренних дел Виктор Ерин, его первый заместитель Михаил Егоров (он возглавил штаб операции) и вице-премьер, министр по делам национальностей Николай Егоров. Штаб разбили в здании РОВД. Провести первые переговоры было поручено главе краевого РУБОП Владимиру Попову. Одним из первых в больницу зашёл один из его сотрудников Шарип Абдулхаджиев, который увидел там своего брата Асламбека Абдулхаджиева («большой Асламбек»), одного из лидеров террористов.
Одним из первых требований Басаева было допустить в больницу журналистов. Штаб обещал это сделать, но несколько раз откладывал обещанный срок явки журналистов. Около 14:00 15 июня Басаев заявил, что при неявке корреспондентов будет расстреливать по 5 заложников каждый час. Были расстреляны 6 заложников (один был застрелен отдельно от остальных 5), предположительно тоже из числа милиционеров и военнослужащих. На переговоры из больницы отправились врачи Вера Чепурина (заведующая хирургическим отделением) и Пётр Костюченко, которые вернулись в сопровождении около 20 корреспондентов. Вскоре после их входа в больницу произошла короткая перестрелка; Вера Чепурина получила ранение в горло (в итоге она выжила: "Пуля прошла через шею навылет. Счастье, что никакой крупной артерии не повредила, хотя кровотечение, конечно, было приличное", — рассказывала она). Под видом корреспондентов в больницу прошли также сотрудники ФСБ. Было записано телевизионное интервью, в котором Басаев изложил свои требования. После этого Басаев освободил часть женщин и детей. От штаба с Басаевым  по городскому телефону вёл переговоры глава штаба, замминистра МВД Михаил Егоров. Анатолий Куликов доставил в Будённовск Ширвани Басаева — младшего брата Шамиля, который стал посредником в переговорах. Требования Басаева заключались в немедленном выводе войск из Чечни, признании её независимости и прямых переговорах Ельцина с Дудаевым.
Президент Борис Ельцин в то время отсутствовал в стране, находясь на саммите Большой семёрки в Галифаксе. При этом улетел он туда, уже зная о захвате заложников. 16 июня на заседании Госдумы лидер партии «Яблоко» Григорий Явлинский выступил с резкой критикой действий Ельцина: «Президенту Ельцину нужно сегодня ехать не в Галифакс, а в Буденновск. И если нужны его переговоры для того, чтобы спасти тысячу людей от смерти, то он должен разговаривать с кем угодно». Эту мысль поддержал его главный оппонент, лидер партии КПРФ, Геннадий Зюганов: "Я согласен с господином Явлинским. Президенту не следовало целоваться с лидерами G7, ему следовало остаться и решать внутренние вопросы".
16 июня 1995 года в переговорах с террористами замглавы администрации Ставропольского края Александром Коробейниковым было достигнуто соглашение об освобождении двухлетнего ребёнка, страдавшего инфекционным заболеванием.
К вечеру 16 июня в Будённовск прибыли депутаты Государственной думы Сергей Ковалёв, Юлий Рыбаков, Михаил Молоствов, Валерий Борщёв, член Совета Федерации Виктор Курочкин, правозащитник Олег Орлов. К переговорам военные их не допустили, предложив подключиться к ним с утра. Однако этой же ночью начался штурм.

### Неудачный штурм
Перед поездкой в Галифакс Ельцин принял решение о штурме больницы. Планированием штурма занимался командир группы «Альфа» Александр Гусев. В штурме, кроме «Альфы», участвовали подразделения «Вега» (впоследствии переименованная в «Вымпел») и краснодарская «Альфа», а также внутренние войска. Из-за халатности руководства время штурма было упомянуто в радиоэфире, который прослушивался боевиками через захваченные милицейские радиостанции.
17 июня 1995 года, около 4 часов утра, спецподразделения ФСБ и МВД РФ предприняли неудачную попытку штурма здания городской больницы. Боевики заставляли женщин, детей, стариков и других мирных граждан становиться к окнам, махать простынями и кричать «Не стреляйте!» Тем временем боевики стреляли из-за их спин. В ходе штурма 30 человек были убиты, 70 ранены, большей частью которых были заложники.
Группе «Альфа» удалось вывести заложников из травматологического корпуса, но в главный корпус, где было большинство заложников, они войти так и не смогли. На открытом участке между травматологическим и главным корпусами погибли трое офицеров.
При штурме использовалось оружие вплоть до гранатомётов, в здании начался пожар, но заложники смогли его потушить.

### Переговоры
Вскоре после окончания штурма по приказу «Асламбека большого» врачи Вера Чепурина и Пётр Костюченко снова вышли из здания под флагом Красного Креста с предложением освободить беременных и детей в обмен на прекращение штурма. Когда они добежали до позиций федералов, то встретили депутата Юлия Рыбакова, который привёл их в штаб к министру МВД Ерину, который отказался пересматривать план штурма.
Тогда они отправились в здание администрации, где находилась депутатская группа Сергея Ковалёва. Они созвонились с депутатом Госдумы, бывшим премьер-министром Егором Гайдаром, который связал их с премьер-министром Виктором Черномырдиным. Потом, уже из штаба, Ковалёв позвонил в больницу Басаеву, который изложил свои требования. Изначально Басаев требовал немедленного вывода российских войск из Чечни. Ковалёв убедил его, что это технически невозможно, и это требование было заменено на прекращение огня.
К вечеру 17 июня Черномырдин поручил Ковалёву идти на переговоры к Басаеву и от имени правительства договариваться об освобождении заложников. В больницу группа Ковалёва (Сергей Ковалёв, Юлий Рыбаков, Виктор Курочкин, председатель Комитета по делам национальностей Ставропольского края Сергей Попов, а также два журналиста: Валерий Яков и Юлия Калинина) прибыла утром 18 июня. Почти сразу удалось договориться о доставке в больницу продуктов — их подвезли в 10:45.
Также в больницу для переговоров входил известный целитель, депутат Госдумы от ЛДПР Анатолий Кашпировский. Свидетельства о его вкладе в освобождение заложников разнятся.
Ковалёв предложил Басаеву сделать жест доброй воли, отпустив женщин и детей из родильного и детского отделений (всего их оказалось 111 человек) в обмен на самих депутатов. Басаев согласился при условии, что он услышит согласие на прекращение огня и переговоры лично от Черномырдина. Тогда между ними и состоялся показанный по телевидению и ставший знаменитым телефонный разговор. Штаб силовиков не был о нём извещен и увидел этот разговор только по телевизору.
Переговоры продолжались около суток. Тем временем Сергей Попов и Владимир Попов вынесли с нейтральной полосы к позициям федеральных войск тело майора «Альфы» Владимира Соловова.
По поручению премьер-министра Черномырдина группа депутатов во главе с Сергеем Ковалёвым провела переговоры и подписала от имени правительства соглашение о прекращении военных действий на территории Чеченской республики, решении всех вопросов о статусе Чечни путём мирных переговоров и условиях освобождения заложников.

### Сбор добровольцев для сопровождения колонны
После подписания соглашения Черномырдин позвонил Степашину по закрытой связи и поручил ему предоставить автобусы «Икарус» для колонны. По утверждению Степашина, у ФСБ была идея заминировать или иным способом испортить автобусы, чтобы не дать им доехать до Чечни, но этого не было сделано из-за нехватки времени. По дороге автобусы ломались, но по естественным причинам. Всего набрали 7 автобусов и грузовик-рефрижератор для тел погибших боевиков.
После подписания соглашения 19 июня 1995 года 111 женщин и детей из числа заложников были освобождены в обмен на членов Федерального Собрания Сергея Ковалёва, Виктора Курочкина и Юлия Рыбакова, которые остались в больнице добровольными заложниками.
Для гарантии безопасности Басаев потребовал набрать добровольцев, которые были бы заложниками по пути в Чечню; после достижения безопасных районов Чечни их обещали отпустить. Всего набрали 139 человек. Большую их часть составили добровольцы из заложников-мужчин из больницы, также вызвалась одна девушка, Елена Бойченко. К ним присоединились 6 депутатов: Сергей Ковалёв с помощником Олегом Орловым, Александр Осовцов, Михаил Молоствов, Валерий Борщёв, Виктор Бородин, Юлий Рыбаков, представители администрации Будённовска и Ставропольского края, 12 журналистов.
С каждого заложника-добровольца оперативный штаб пытался взять расписку:

Я, (имя), добровольно присоединяюсь к бандитской группе Ш. Басаева и выезжаю с ней в Чеченскую Республику, осознавая все возможные последствия своего решения.

Когда никто не согласился это подписывать, дали подписать другую бумагу:

Согласен добровольно сопроводить группу Ш. Басаева без предварительных условий и осознаю ответственность за принятое решение.

Боевиков было: 137 живых (в том числе 10 раненых) и 16 убитых.

### Движение колонны в Чечню
Колонна выехала из Будённовска 19 июня около 16:00. Путь занял 2 дня.
Первоначальный план предполагал движение в Чечню через территорию Северной Осетии. По пути вокруг колонны барражировали боевые вертолёты, вдоль дорог стояли военные и боевая техника; все в автобусах подозревали, что колонну собираются штурмовать. Приказ об атаке мучительно обсуждался в правительстве и штабе операции, но так и не был отдан. (Через полгода попытка штурма возвращающейся из Кизляра аналогичной колонны будет предпринята в селе Первомайском.) Конвой доехал до станицы Курской и направился в сторону Моздока. Тогда вертолёты федеральных сил выпустили ракеты по дороге перед колонной, и колонна остановилась. Вскоре Басаеву доставили «приказ» от Анатолия Куликова изменить маршрут и ехать через Дагестан. Басаев был возмущён приказной формой, но через некоторое время согласился изменить маршрут.
По версии Юлия Рыбакова, на территории Северной Осетии, примерно за полтора километра от границы со Ставропольским краем, на колонну была подготовлена засада. Однако этому воспротивился президент Ахсарбек Галазов, который считал, что такое происшествие на его территории может привести к новой вспышке осетино-ингушского конфликта. Он пошёл на хитрость — послал к границе на грузовиках и автобусах вооружённых людей, которые заблокировали дорогу с плакатами «Не пустим террористов на нашу землю», оказавшись между колонной и засадой.
По версии Куликова, изменение маршрута было вызвано категорическим отказом самого Куликова пропускать боевиков через Грозный.
Колонна добралась до дагестанского Хасавюрта, где стояла пять часов. Жители встречали Басаева как героя, принёсшего мир. Из Хасавюрта горным серпантином колонна выехала в приграничное чеченское село Зандак. На подъезде к селу их уже встречала толпа. Боевики вышли из автобусов и смешались с толпой. Заложники вернулись к ближайшему федеральному блокпосту. В Будённовск бывшие заложники вернулись около полудня 21 июня.

## Потери
В результате вооружённого захвата заложников в Будённовске 129 человек погибло (в том числе 18 работников милиции и 17 военнослужащих), 415 человек получили огнестрельные ранения различной степени тяжести. Сожжены и повреждены (расстреляны) 198 автомашин, подожжён Дом детского творчества, значительно пострадали здания городской больницы, отдела внутренних дел, городской администрации — всего 54 объекта, 107 домовладений частных лиц, захвачено в заложники более 1500 граждан. Общий ущерб превысил 95 млрд неденоминированных рублей.
«Альфа» потеряла троих сотрудников: Владимира Соловова, Дмитрия Рябинкина, Дмитрия Бурдяева.

## Последствия
22 июня 1995 года в России был объявлен днём траура.
30 июня 1995 года в отставку ушли:
- вице-премьер, министр по делам национальностей Николай Егоров;
- директор ФСБ Сергей Степашин;
- министр внутренних дел Виктор Ерин;
- губернатор Ставропольского края Евгений Кузнецов.

Выжившие заложники получили 600 тысяч (неденоминированных) рублей компенсации.

### Влияние на ход войны в Чечне
К началу апреля Объединенная группировка освободила от боевиков равнинную часть республики, а к началу июня — большую часть горных районов. Если бы не басаевский теракт в Буденновске, спутавший нам все карты, завершение операции было бы вопросом нескольких недель.Анатолий Куликов (командующий группировкой федеральных войск в 1995), Куликов раскрыл правду о начале чеченской войны
С 19 по 22 июня в Грозном прошёл первый этап переговоров между российской и чеченской сторонами, на которых удалось достигнуть введения моратория на боевые действия на неопределённый срок.
С 27 по 30 июня там же прошёл второй этап переговоров, на котором была достигнута договорённость об обмене пленными «всех на всех», разоружении отрядов ЧРИ, выводе российских войск и проведении свободных выборов.
Несмотря на все заключённые договорённости, режим перемирия нарушался обеими сторонами.

## Состав отряда террористов
В отряде террористов было около 200 человек.
Общий руководитель: Шамиль Басаев.
Руководители:
- Асламбек Абдулхаджиев («большой Асламбек»)
- Асланбек Исмаилов («маленький Асламбек»)
- Абусупьян Мовсаев («Абу»)

Другие известные участники:
- Арби Бараев
- Резван Читигов
- Хункар-Паша Исрапилов
- Абдул-Малик Межидов
- Турпал-Али Атгериев
- Муса Насагаев
- Хасан Темирбулатов
- Али Димаев
- Увайс Индарбаев («Умар»)
- полевой командир по прозвищу «Микаил»

Рядовой состав:
- 50 боевиков «абхазского батальона» Шамиля Басаева
- 70 боевиков Хаттаба (лично Хаттаб не участвовал)
- 26 боевиков Абу Мовсаева
- 5 боевиков Арби Бараева
- около 15-20 «чёрных повязок» — женщин-снайперов из бандгрупп «Микаила», Али Димаева, «Умара»
- 13 боевиков из бандформирования Хасана Темирбулатова
- небольшое число боевиков из отрядов Хункар-Паши Исрапилова и Турпал-Али Атгериева[31].

### Судьба членов террористической группы
Всего в Будённовске погибли 16 боевиков. 30 участников нападения погибли во второй чеченской войне. По состоянию на 2015 год, более 20 террористов были приговорены к тюремному заключению; в федеральном розыске находилось ещё 22 боевика.
Главарь террористической группы Шамиль Басаев впоследствии организовал ещё несколько крупных терактов, в том числе теракт в театральном центре на Дубровке в Москве, взрыв дома правительства в Грозном, взрывы двух российских самолётов и теракт в Беслане в 2004 году. Ликвидирован в 2006 году.
Асламбек Абдулхаджиев был ликвидирован в августе 2002 года в ходе спецоперации правоохранительных органов.
Асланбек Исмаилов и Хункар-Паша Исрапилов подорвались на минах при отступлении из Грозного в начале февраля 2000 года.
Абусупьян Мовсаев был ликвидирован спецназом ГРУ в мае 2000 года.
Резван Читигов был ликвидирован в Шали 23 марта 2005 года.
Арби Бараев был убит в 2001 году.
Абдул-Малик Межидов предположительно погиб между 2007 и 2013 годом; точные дата и место смерти неизвестны.
Турпал-Али Атгериев умер в тюрьме в 2002 году.
Али Димаев был убит в 2001 году.
Хасан Темирбулатов с 2001 года отбывает пожизненное заключение в колонии «Чёрный Дельфин».
Тахир Бегельдиев и Адильхан Елманбетов задержаны 11 октября 2022 года на Ставрополье и в Томске.

## Память

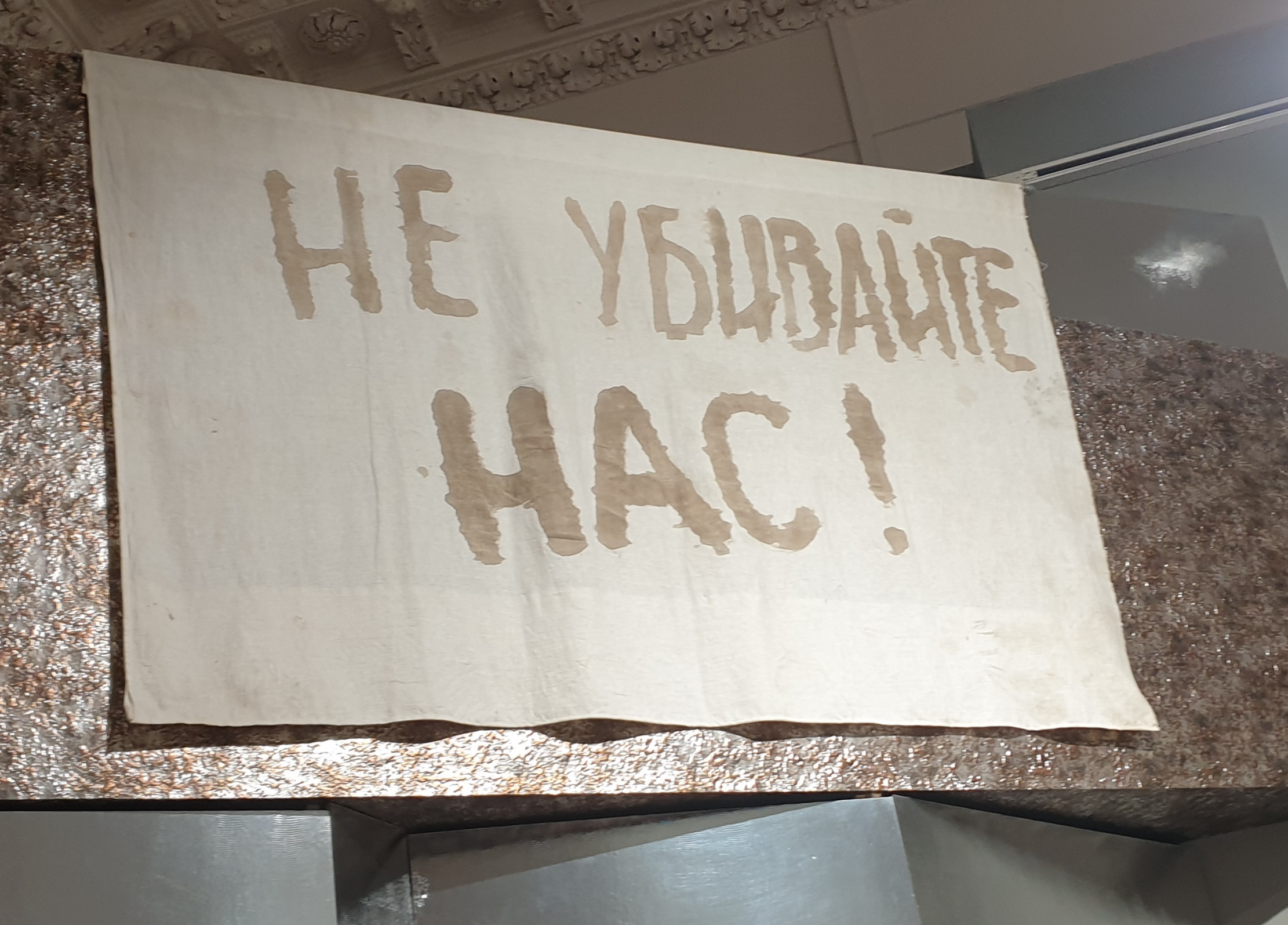
Изготовленный заложниками транспарант «Не убивайте нас!», вывешивался из окна больницы федеральным силам. Музей современной истории России

14 июня объявлено в Ставропольском крае Днём памяти жертв нападения на Будённовск.
Запланированный на 17 июня 1995 года финал летней серии игр «Что? Где? Когда?» вышел в прямом эфире. Ведущий программы Владимир Ворошилов начал программу не с приветствия, а со слов: «Тяжело играть в скорбные дни».
Часть стены со следами пуль в коридоре Будённовской больницы, возле которой предположительно были расстреляны заложники 15 июня, сохранена как мемориал.
Чеченский поэт Тимур Муцураев отразил события в Будённовске в двух куплетах своей песни «Шамиль ведёт отряд!». В строках Муцураева повествование ведётся от лица воюющих против федеральных сил, а сами события рассматриваются в альтернативном ключе, как справедливая месть Басаева за страдания чеченского народа («Войну начать в России Шамиль повёл отряд»), возвращение колонны в Чечню рассматривается как божье провидение («Аллах велик, Шамиль Домой ведёт отряд»). Композиция вошла в саундтрек к фильму Алексея Балабанова «Война». Существует опубликованный авторский вариант этой песни, содержащий в себе ещё ряд куплетов, посвящённых событиям в Будённовске и участию в них подразделения «Альфа»: «Вот передали, «Альфа» здесь, Но в них уж нет былой отваги. Шамиль смог быстро сбить с них спесь, Буденновск долго вспоминали». Российская националистическая праворадикальная организация РОНС назвала эти строки «не вызывающими ничего кроме праведного гнева и возмущения».[значимость факта?] В статье вышедшей в российском журнале «Спецназ» эти строки названы «прямым восхвалением кровавой террористической вылазки».